# Micromyzodium dasi
Micromyzodium dasi är en insektsart som beskrevs av Krishna K. Verma 1970. Micromyzodium dasi ingår i släktet Micromyzodium och familjen långrörsbladlöss. Inga underarter finns listade i Catalogue of Life.